# The New Year
Pour les articles homonymes, voir New Year.
The New Year est un groupe de rock américain formé en 1999 par les frères Matt et Bubba Kadane, à la suite de la séparation de leur précédent groupe Bedhead. Ils publient leur premier album en 2000, Newness Ends, enregistré avec Steve Albini. The End Is Near (2004) et The New Year (2008) suivent, et sont positivement accueillis par la presse comme Pitchfork et AllMusic. En février 2017, le groupe annonce son premier album en neuf ans, Snow, pour le 28 avril 2017.

## Biographie

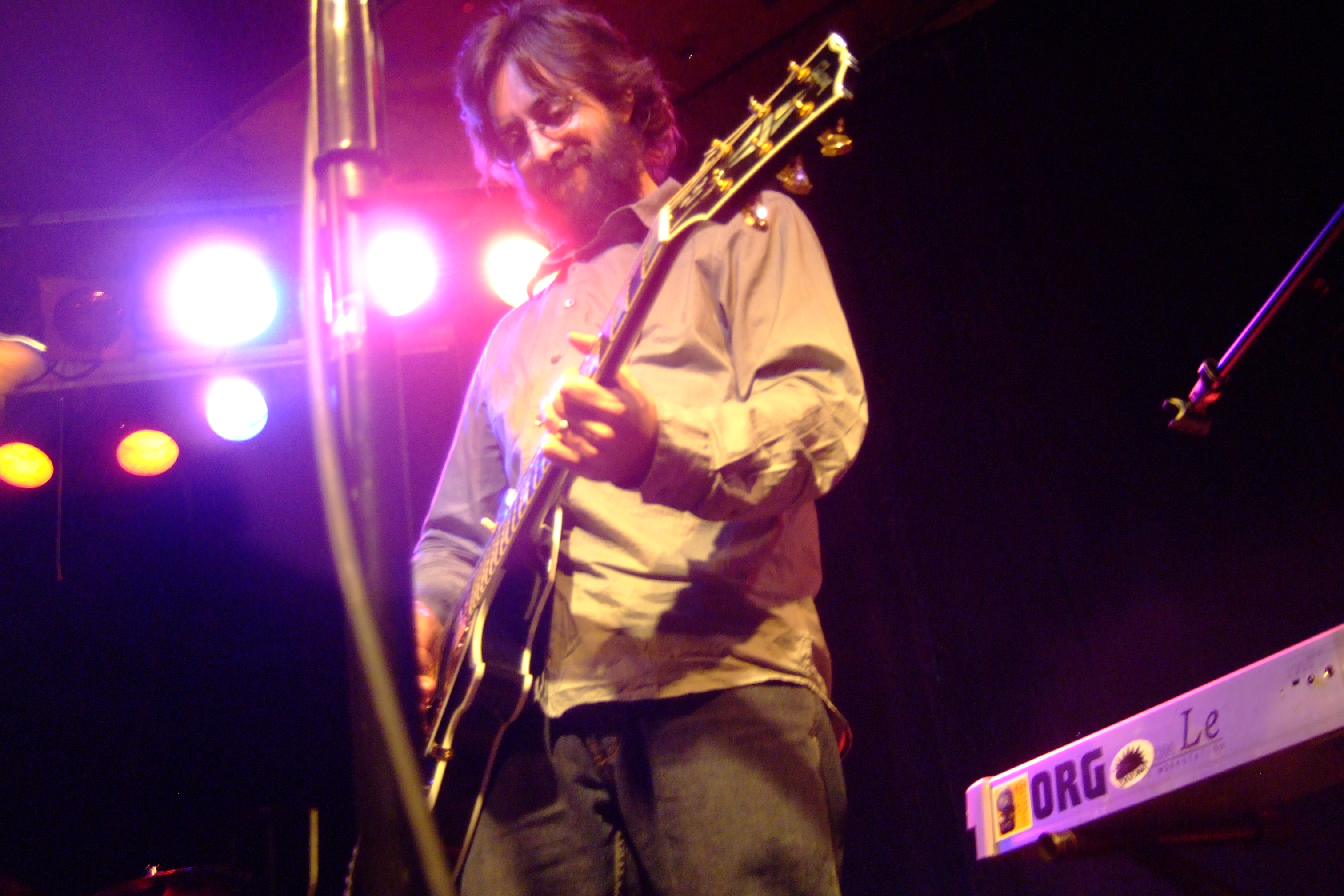
Bubba Kadane sur scène avec The New Year (2007).

Après la séparation de leur groupe Bedhead à l'été 1998, les frères Matt et Bubba Kadane, tous deux chanteurs et guitaristes, fondent un nouveau projet baptisé The New Year,. La formation est complétée par le 3e guitariste Peter Schmidt, le bassiste Mike Donofrio et le batteur Chris Brokaw. Ce dernier est le premier batteur de Codeine, ainsi que le guitariste de Come. The New Year n'a pas de réelle assise géographique puisque ses membres résident à Dallas, New York, et Boston.
En 2001, le groupe publie son premier album intitulé Newness Ends,. Leur deuxième album, The End Is Near, sort en 2004,. C'est en 2008 que The New Year publie son troisième album éponyme,,. Cette sortie est accompagnée d'une tournée nord-américaine et européenne d'une quarantaine de dates.
En juin 2012, le batteur Chris Brokaw poste sur son site web que The New Year a démarré l'enregistrement d'un nouvel album à Chicago, encore une fois aux côtés de Steve Albini. Au début de 2012, Bubba et Matt Kadane forment le groupe Overseas avec David Bazan de Pedro the Lion, et Will Johnson de Centro-matic. En février 2017, le groupe publie la chanson Recent History, annonciatrice d'un quatrième album, intitulé Snow, prévu pour le 28 avril la même année.

## Membres
- Matt Kadane – chant, guitare
- Bubba Kadane – chant, guitare
- Peter Schmidt – guitare
- Mike Donofrio – basse
- Chris Brokaw – batterie